# 괴량
괴량(蒯良, ? ~ ?)은 후한 말의 정치가로, 자는 자유(子柔)이며, 형주(荊州) 남군(南郡) 중로현(中盧縣) 사람이다.

## 생애
초평(初平) 원년(190년), 형주에서 종적(宗賊)이라는 도적이 날뛰어 백성들을 괴롭혔다. 형주자사(荊州刺史) 유표(劉表)는 괴량 · 괴월(蒯越) · 채모(蔡瑁)를 찾아가 종적을 진압할 방안을 물었는데, 괴량은 인의(仁義)에 따라 행동하여 군사를 모으면 된다고 하였고 괴월은 도적들을 꾀어내어 사로잡아야 한다고 주장하였다. 유표는 괴월의 의견을 채택하였고, 괴월로 하여금 도적들을 꾀어내어 죽이게 하였다.
훗날, 괴량은 이부상서(吏部尙書)에 임명되었다. 아들 괴균(蒯鈞)은 남양태수(南陽太守)를 지냈고, 괴균의 딸은 사마염(司馬炎)의 측실이 되었다.

## 《삼국지연의》 속 괴량
아주 현명하고 천문, 지리에 밝은 사람이자 충신으로 묘사되었으며, 괴월의 형으로 등장한다. 손견(孫堅)이 유표를 공격하자 황조를 선봉으로 세워 막게 했으나, 황조는 손견에게 졌다. 괴량은 원소에게 원군을 청하기를 간언했고, 유표는 이를 듣지 않고 채모로 맞서게 했다가 져서 양양성이 포위되었다. 다시 유표가 조언을 청하자, 괴량은 천문이 손견에게 불리한 것을 보고 다시 원소에게 원군을 청하도록 했다. 이를 전할 인물로 지목된 장군 여공에게 손견의 포위를 뚫을 계책을 알려 주었는데, 여공을 추격하다가 이 책략에 걸려 죽은 게 손견이어서 유표는 위기를 벗어났다. 이후 괴량은 손견의 시체와 황조를 바꾸자는 강동측의 제안을 거절하자고 제안했으나 유표는 듣지 않았다.
이후 더는 등장하지 않으며, 괴월이 유표가 적로(馰盧)를 타지 못하도록 간할 때 괴량이 자신과 더불어 말을 알아보는 안목을 가졌다고 이야기한다. 이때 괴월이 괴량을 선형이라고 부른 것을 보아 이때 이미 죽었을 것으로 추측된다.

## 같이 보기
- 삼국지 인물 목록